# Vittorio Subilia
Vittorio Subilia (Torino, 1911 – Roma, 12 aprile 1988) è stato un teologo italiano, di religione valdese.
Pastore e teologo valdese, fu allievo di Karl Barth e Oscar Cullmann ed è stato considerato uno dei massimi esperti a livello internazionale del cattolicesimo-romano moderno.

## Biografia
Consacrato nel 1937, fu  pastore a Palermo (dal 1937 al 1939) e ad Aosta (dal 1940 al 1950). Durante il Sinodo valdese del 1943 fu il primo firmatario di una mozione (poi ritirata per evitare una spaccatura) che chiedeva alla Chiesa valdese di umiliarsi davanti a Dio per non aver saputo annunciare l'Evangelo in ogni circostanza, con chiaro riferimento al fascismo e alla guerra.
Diresse la rivista “Protestantesimo” dal 1948 al 1988, ed è stato docente di teologia sistematica alla Facoltà valdese di teologia, a Roma, dal 1950 al 1976. Come “osservatore-delegato”  dell'Alleanza riformata mondiale ha partecipato al concilio Vaticano II, dal 1963 al 1965.
Gino Conte (pastore e teologo valdese, suo allievo) ha sottolineato come il telogo torinese abbia segnato l'atteggiamento del protestantesimo italiano nei confronti del cattolicesimo. Subilia contestò inoltre la "scelta di sinistra", egemone negli ambienti protestanti, che causò un certo suo isolamento.
Nel "Sinodo delle chiese valdesi e metodiste" di Torre Pellice, nell'agosto 2008, è stato approvata l'organizzazione di un convegno da celebrarsi nel 2011, dedicato a Vittorio Subilia, nel centenario della nascita, e al teologo Giovanni Miegge a 50 anni dalla morte.

## Opere
Vittorio Subilia scrisse numerose opere, alcune delle quali tradotte anche all'estero.
- “Il problema del male (1954, 1987);
- Il problema del cattolicesimo (1962);
- La nuova cattolicità del cattolicesimo (1967)
- Tempo di confessione e di rivoluzione (1969);
- I tempi di Dio (1971);
- Sola Scriptura. Autorità della Bibbia e libero esame (1975);
- Presenza e assenza di Dio nella coscienza moderna (1975);
- La giustificazione per fede (1976);
- Il protestantesimo moderno tra Schleiermacher e Barth (1981);
- Solus Christus. Il messaggio cristiano nella prospettiva protestante (1985);

Il Regno di Dio (pubblicato postumo nel 1993, a cura di Gino Conte).